# Relações entre Reino Unido e Turquia
As relações entre Reino Unido e Turquia são as relações diplomáticas estabelecidas entre o Reino Unido da Grã-Bretanha e Irlanda do Norte e a República da Turquia. Os dois países tiveram uma história marcada por períodos de relações amistosas, assim como períodos de confrontos e guerras em várias alianças, antes da fundação da República da Turquia, em 1923. O Reino Unido e a Turquia são membros do G20 e os britânicos apoiam a adesão da Turquia à União Europeia.